# كي آر آي نانجالا 402
كي آر آي نانجالا 402 (بالإنجليزية: KRI Nanggala (402)) هي غواصة هجومية تعمل بالديزل والكهرباء تابعة للبحرية الإندونيسية، وهي واحدة من فئة غواصات Cakra (تصميم من النوع 209). فُقدت الغواصة في 21 أبريل 2021 في المياه العميقة أثناء تدريب طوربيد SUT في شمال بالي. بعد ثلاثة أيام، في 24 أبريل 2021، عُثر على حطام من الغواصة على السطح، وأعلنت البحرية الإندونيسية أن نانجالا غرقت. في اليوم التالي، حددت عمليات المسح بشكل إيجابي بقايا الغواصة، وتأكد فقدان جميع أفراد الطاقم البالغ عددهم 53 فردًا. تشكل وفاة 53 بحارًا أكبر خسارة في الأرواح على متن غواصة منذ تعطل الغواصة الصينية Changcheng 361 في أبريل 2003.

## الاسم
اسم Nanggala هو اسم الرمح القصير القوي الذي كان يملكه برابو بالاديوا Prabu Baladewa (الشقيق الأكبر ل كريشنا وفق المعتقد الهندوسي)، وهو شخصية متكررة في مسرح العرائس الإندونيسي (ايانغ). وتحتوي شارة الغواصة على صورة ذلك السلاح.

## التاريخ
جرى طلب إنشاء الغواصة في 2 أبريل 1977. وصُممت من قبل Ingenieurkontor Lübeck of Lübeck، وجرى بناؤها بواسطة أتش دي دبليو، وبيعت بواسطة Essen - تعمل جميعها معًا كاتحاد ألماني غربي. واكتمل بناؤها في 6 يوليو 1981. عُرضت الغواصة لأول مرة للجمهور في الذكرى السادسة والثلاثين للقوات المسلحة الإندونيسية في 5 أكتوبر 1981. وكانت هذه الغواصة إضافة إلى الغواصة Cakraهما الغواصتان النشطتان فقط في البحرية الإندونيسية لعدة عقود، بين خروج الغواصة KRI Pasopati من الخدمة في عام 1994 وإضافة الغواصة KRI Nagapasa في عام 2017.
شاركت الغواصة Nanggala في العديد من التدريبات البحرية، بما في ذلك تدريبات التعاون والجاهزية والتدريب على الطفو في عامي 2002 و2015.  وفي عام 2004، شاركت الغواصة في تمرين العمليات البحرية المشتركة الذي أقيم في المحيط الهندي.  في عام 2012، أجرت الغواصة تمرينًا عابرًا مع USS Oklahoma City، برفقة Diponegoro-class corvette [خطأ: تحقق من وسيط ورمز اللغة] وطائرة هليكوبتر Bölkow-Blohm.
خلال فترة عملها، أجرت الغواصة العديد من عمليات جمع المعلومات الاستخبارية في مياه إندونيسيا. أجريت العملية الأولى في المحيط الهندي من أبريل إلى مايو 1992. وأجريت الرحلة الثانية في تيمور الشرقية في الفترة من أغسطس إلى أكتوبر 1999، حيث تتبعت السفينة تحركات القوة الدولية لتيمور الشرقية أثناء هبوطها في المنطقة. وكانت آخر مرة في مياه نونوكان، شرق كاليمانتان، مايو 2005، وفضلا عن جمع المعلومات الاستخبارية، جرى تكليف الغواص بالتسلل ومطاردة الأهداف الاستراتيجية في نونوكان.
خضعت الغواصة Nanggala لعملية تجديد في Howaldtswerke اكتملت في عام 1989. وبعد ما يقرب من عقدين من الزمان، خضعت لعملية تجديد كاملة لمدة عامين في كوريا الجنوبية من قبل شركة دايو لبناء السفن والهندسة البحرية (DSME) التي اكتملت في يناير 2012.   كانت تكلفة التجديد بالدولار الأمريكي 63.7 مليون دولار، حيث استُبدل الكثير من الهيكل العلوي للغواصة، ورفع مستوى أسلحتها، والسونار، والرادار، والتحكم في القتال، والبطاريات وأنظمة الدفع.  وبعد التجديد أصبح الغواصة Nanggala قادرةً على إطلاق أربعة طوربيدات في وقت واحد على أربعة أهداف مختلفة وإطلاق صواريخ مضادة للسفن مثل إكزوست أو هاربون. جرى زيادة عمق غوصها الآمن إلى 257 متر (843 قدم)، وزادت سرعتها القصوى من 21.5 عقدة (39.8 كم/س) إلى 25 عقدة (46 كم/س).
في عام 2016 قامت شركة أسلسان -produced KULAÇ التركية بتجهيز الغواصة بنظام مسبار الصدى.

## اختفاؤها في 2021
في 21 أبريل 2021، أفاد قائد القوات الجوية المارشال هادي تجيجانتو، قائد القوات المسلحة الوطنية الإندونيسية، أنه يُعتقد أن نانجالا اختفت في المياه حوالي 95 كيلومتر (51 nmi) شمال بالي.  أفاد المتحدث باسم البحرية الإندونيسية الأميرال الأول Julius Widjojono أن الغواصة كانت تُجري تدريبات طوربيد.  صرحت البحرية أن الغواصة طلبت الإذن بالغوص لإطلاق طوربيد SUT في الساعة 03:00 WIB (توافق الساعة 20:00 UTC، يوم 20 أبريل 2021). وبعد حوالي ساعة من منحها التصريح، فقدت الغواص الاتصال مع العاملين على السطح. وفقًا لبيان البحرية، فإنه في حوالي الساعة 04:00 WIB بتوقيت غرب غرب المحيط الهادئ، كان من المفترض أن تغمر الغواصة أنابيب الطوربيد استعدادًا لإطلاق الطوربيد. قال المتحدث باسم الجيش الإندونيسي اللواء أحمد رياض Achmad Riad أن آخر اتصال معها كان الساعة 04:25 WIB عندما قائد فرقة العمل التدريبية قد أذن بإطلاق طوربيد رقم 8. وذكر رئيس أركان القوات البحرية الإندونيسية أن الغواصة أطلقت طوربيدًا حيًا وطوربيدًا تدريبيًا قبل فقد الاتصال. 
أرسلت البحرية نداء استغاثة إلى مكتب الاتصال الدولي للهروب والإنقاذ حوالي الساعة 09:37 WIB للإبلاغ عن فقدان الغواصة ويُفترض أنها غرقت. صرحت البحرية أنه من الممكن أن تكون الغواصة قد عانت من انقطاع التيار الكهربائي قبل أن تهبط إلى عمق 600–700 م (2,000–2,300 قدم).
في الوقت الذي اختفت فيه الغواصة، كان على متنها 53 شخصًا، من بينهم 49 من أفراد الطاقم وقائد وثلاثة متخصصين في الأسلحة. كان أعلى ضابط بحري في الغواصة هو العقيد هاري سيتياوان، قائد وحدة الغواصة التابعة لقيادة الأسطول الثاني. وكان المرؤوسون معه المقدم هيري أوكتافيان، قائد الغواصة، وعرفان سوري، الضابط في خدمة مواد الأسلحة والإلكترونيات.
في ظهر يوم 22 أبريل، صرح Yudo Margono أن احتياطيات الأكسجين في الغواصة كافية للطاقم بالكامل لمدة ثلاثة أيام بعد غمرها. وفقًا لـ Yudo، سينفد الأكسجين يوم السبت 24 أبريل الساعة 03:00 WIB (20:00 بالتوقيت العالمي، 23 أبريل). صرح الرئيس الإندونيسي جوكو ويدودو أن الأولوية القصوى هي سلامة طاقم الغواصة؛ كما دعا الجميع للدعاء من أجل سلامة الطاقم.

### أعمال البحث
نشرت البحرية على الفور ثلاث سفن حربية للبحث عن الغواصة. وذكر ويدجوجونو أن فريقًا من الغواصين كانوا يبحثون عنها. كما ذكرت Janes Defense News أن البحرية قد أرسلت عددًا من السفن الحربية الأخرى إلى المنطقة.  صرحت وزارة الدفاع أن حكومات أستراليا وسنغافورة والهند قد استجابت لطلباتهم للحصول على المساعدة.  قامت البحرية السنغافورية والبحرية الملكية الماليزية بنشر غواصات الإنقاذ إلى مكان الحادث. بحلول يوم الخميس 22 أبريل كانت البحرية قد نشرت ست سفن إضافية في المنطقة. كما أشار يودو مارجونو يوم الخميس إلى أنه جرى نشر ثلاث غواصات وخمس طائرات و21 سفينة حربية للمساعدة في جهود البحث. 
في حوالي الساعة 07:00 بتوقيت غرب إندونيسيا، كشف بحث جوي عن آثار تسرب نفطي على سطح الماء بالقرب من الموقع الذي يُعتقد أن الغواصة غاصت فيه. أفاد أحمد رياض لاحقًا أنه جرى رصد تسرب نفطي في عدة مواقع.  وأضاف أن سفينة Raden Eddy Martadinata الحربية المشاركة في البحث قد اكتشف حركة تحت الماء بسرعة 2.5 عقدة (4.6 كم/س)، لكنه لم يتمكن من الحصول على معلومات كافية لتحديد جهة الاتصال قبل اختفائها. 
في 22 أبريل، حوالي الساعة 14:15 WIB (07:15 بالتوقيت العالمي المنسق)، أعلنت البحرية الهندية أن مركبة الإنقاذ العميقة (DSRV) قد غادرت المنشآت البحرية في فيساخاباتنام، أندرا براديش، في طريقها إلى منطقة البحث.

### الإعلان عن فقدانها
في 24 أبريل 2021، أعلنت البحرية الإندونيسية عن فقدان الغواصة وعلى متنها 53 شخصًا من أفراد طاقمها، وبحسب قائد البحرية الإندونيسية أن فريق البحث انتشل حطام «كي آر آي نانجالا» بما في ذلك أغراض من داخل المركبة، التي يعتقد أن احتياطاتها من الأوكسجين نفدت، وأكد قائد البحرية يودو مارغونو للصحافيين «غيرنا حالتها من غواصة مفقودة إلى غواصة غارقة».

## قادة الغواصة

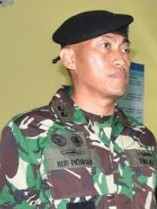
هيري أوكتافيان، القائد الحالي

- الرائد البحري (ملازم أول) محمد علي (2004  –  2006)[42]
- ميجور البحر Wirawan Ady Prasetya[الإنجليزية] (2013 – 16 مايو 2014)[43]
- الرائد البحري هاري سيتياوان (16 مايو 2014  – 8 ديسمبر 2015[44] )
- المقدم البحري (القائد) ويديا بورواندانو (8 ديسمبر 2015  – 29 سبتمبر 2016[45] )
- المقدم البحري أحمد نور توفيق (29 سبتمبر 2016  – 2 ديسمبر 2016[46] )
- المقدم البحري يوليوس عز زينال (2 ديسمبر 2016  – 20 فبراير 2019[47] )
- المقدم البحري أنصوري (20 فبراير 2019  – 3 أبريل 2020[48] )
- المقدم البحري الكولونيل هيري أوكتافيان (3 أبريل 2020  – الآن) (مفقود في عام 2021)